# محمد صالح العرفاوي
محمد صالح العرفاوي (بنزرت, 11 يناير 1956) هو وزير التجهيز والتهيئة الترابية والتنمية المستديمة في حكومات الحبيب الصيد ويوسف الشاهد.